# Брягово (язовир)
Вижте пояснителната страница за други значения на Брягово.
Бряговският язовир е голямо изкуствено езеро на река Каялийка с дължина от 4 км. Разположен е на територията на община Първомай, Пловдивска област, между селата Брягово и Искра, в полите на Родопа планина. В него живеят популации на рибите бабушка, речен кефал, щука, бяла мряна, слънчева риба, каракуда, уклей, костур, червеноперка, кротушка и шаран. През по-топлите месеци той е населяван и от ята бели щъркели.
- Южната част
- Друг изглед